# Krali Marko Crag
Der Krali Marko Crag (englisch; bulgarisch Крали Марков камък Krali Markow kamak) sind ein in westsüdwest-ostnordöstlicher Ausrichtung 6,45 km langer, 1,57 km breiter und bis zu 550 m hoher Gebirgskamm im östlichen Teil der Voden Heights an der Oskar-II.-Küste des Grahamlands auf der Antarktischen Halbinsel. Er ragt 3,4 km südöstlich des Peleg Peak, 8,46 km südwestlich des Spouter Peak, 4,94 km westnordwestlich des Ishmael Peak und 5,15 km nordöstlich des Marsh Spur auf. Das Scar Inlet liegt östlich von ihm.
Britische Wissenschaftler kartierten ihn 1976. Die bulgarische Kommission für Antarktische Geographische Namen benannte ihn 2013 nach der Ortschaft Krali Marko im Süden Bulgariens.